# L-treo-3-Metilaspartat
L-threo-3-Metilaspartat je neobična aminokiselina koja se formira posredstvom glutamatna mutaza i može da bude metabolizovana posredstvom metilaspartatna amonijak-lijaza. Ona je prisutna u strukturama antibiotika friulimicina i vicenistatina i u ugljeničnom metabolizmu Haloarchaea (Metilaspartatni ciklus).